# Benjamin Bonnaud
Benjamin Bonnaud (Fontenay-le-Comte, 5 de agosto de 1977) es un deportista francés que compitió en vela en la clase 470. Ganó una medalla de oro en el Campeonato Europeo de 470 de 2006.

## Palmarés internacional
| \| Campeonato Europeo \| Campeonato Europeo \| Campeonato Europeo \| Campeonato Europeo \| \| Año \| Lugar \| Medalla \| Clase \| \| ------------------ \| ---------------------- \| ------------------ \| ------------------ \| \| 2006 \| Balatonfüred (Hungría) \| Medalla de oro \| 470 \| |                        |                |       |
| Campeonato Europeo |                        |                |       |
| Año | Lugar                  | Medalla        | Clase |
| 2006 | Balatonfüred (Hungría) | Medalla de oro | 470   |